# Дом технической учёбы (Санкт-Петербург)
Дом техни́ческой учёбы — здание эпохи конструктивизма, построенное в Ленинграде в 1930—1932 годах в целях расширения соседнего Дворца культуры им. Горького и предназначенное для повышения профессиональной квалификации рабочих. Его создание было поручено создателям ДК — архитекторам А. И. Гегелло и Д. Л. Кричевскому и инженеру В. Ф. Райляну.
Пятиэтажное здание расположено в глубине от площади Стачек и протянуто на 125 м вдоль улицы Ивана Черных. Модулем планирования стали стандартные классы по 48 м², размещавшиеся по обеим сторонам от центрального продольного коридора. Отказавшись от ленточных окон, архитекторы осветили каждый класс тремя окнами — этот приём с тех пор надолго вошёл в архитектуру учебных зданий. В сторону площади здание обращено параболическим выступом, в котором размещены три аудитории амфитеатром по 125 мест. Стены предполагалось оштукатурить, однако при постройке этого сделать не сумели (см. на фото 1930-х годов), и оштукатурены они были лишь спустя несколько десятилетий.
С 1939 года в здании находится Ленинградский технологический институт Всекопромсовета им. В. М. Молотова, ныне Санкт-Петербургский государственный технологический университет растительных полимеров.

## Пожар и последующее восстановление здания
В 1988 году в здании произошёл пожар. Все интерьеры здания были полностью уничтожены. Через некоторое время, в связи с угрозой обрушения, было принято решение о разборе основной части корпуса протяжённого вдоль ул. Ивана Черных. Были разобраны стены выше уровня третьего этажа. Головная параболическая часть здания была реконструирована и сдана в аренду на 49 лет, сейчас в ней располагается мебельный магазин. Около двадцати лет, разобранная часть здания находилась в заброшенном состоянии. В начале 2000-х годов было принято решение о реконструкции и поэтапном восстановлении здания. Сначала была восстановлена меньшая часть здания примыкающая к новым корпусам и там разместился учебный корпус «В» СПБГТУРП. В процессе реконструкции временно существовали два отдельно стоящих здания с руинами между ними. Результатом реконструкции стало исчезновение ленточного дугового окна на верхнем этаже и углового остекления боковых выступов.
В апреле 2011 года начались работы по окончательному восстановлению разрушенной части здания. В мае 2012 года с вновь отстроенного здания сняли строительные леса. Новое здание в общих чертах повторяет очертания старого с некоторыми отступлениями, самое большое из которых — появление шестого этажа. В университетской части произведён полный ремонт, в результате которого внутри здания теперь современные офисные интерьеры с подвесными потолками, плиточными полами и лестничными маршами.
С 2001 года здание имело статус выявленного объекта культурного наследия; в феврале 2024 года получило статус объекта культурного наследия регионального значения.